# Markus Zamenhof
Markus Zamenhof (8 février 1837 - 29 novembre 1907) est un enseignant de langues. Il est le père de Louis-Lazare Zamenhof, initiateur de l’espéranto.

## Biographie
Markus Zamenhof nait le 8 février 1837 à Tykocin.